# 真咲奈々
真咲 奈々（まさき なな、1984年10月5日 - ）は、日本のAV女優。

## 略歴
2003年にAVデビュー。
真咲 菜々として出演した作品がある。
誕生日が1982年11月3日とした作品もある。

## 作品

### アダルトビデオ
※特記なき作品はセル作品。
2003年
- ザ・筆おろし 28［レンタル］（12月12日、クリスタル映像）
- 女学生日記（12月19日、桃太郎映像出版）

2004年
- 魁!!騎乗位王座決定戦（1月22日、SODクリエイト）
- 女子校生強制わいせつ 34［レンタル］（1月30日、クリスタル映像）
- 巨乳M&S嬢（4月9日、オブテイン・フューチャー）
- 潮吹き女子校生10連発 5（4月10日、クリスタル映像）
- シツケの時間 真咲菜々（4月14日、ワープエンタテインメント）
- 集団痴女子校生2 集団風俗ハイスクール 性コレMAX特大号（5月3日、SODクリエイト）
- 強制連続抜き地獄2 金玉からっぽでもシゴキ拷問（6月11日、アロマ企画）
- ベチョヌル!5（6月25日、ワイルドサイド）
- 挑発オナニー [コスプレ編]（8月6日、ジャネス）
- 強慾雌女（8月23日、グローリークエスト）
- ザ・ヘリコプターマン 2（9月23日、V&Rプロダクツ）
- デカ尻顔騎 ～窒息圧迫～（9月24日、アロマ企画）
- 美人巨乳妻 （10月1日、タカラ映像）
- ぽちゃぽちゃムチムチブルンブルン 7 （10月23日、グローリークエスト）
- 巨乳女狩り 9 （11月19日、クリスタル映像）
- B.B ボイン ボム!! 04（11月19日、シャイ企画）
- ザ女子校生狩り 2 （12月10日、クリスタル映像）

2005年
- パイパン娘。パイパン大運動会（1月8日、カルマ）
- 中出し侍（1月17日、V&Rプロダクツ）
- もしもこんな超高級ソープがあったら…。4 ［レンタル］（2月18日、うまなみ。）
- 厳選!!ミニスカートで街を歩くオシャレさん、突然ですが生AV撮影現場を覗いてみませんか? （3月4日、SODクリエイト）
- W爆乳 大城楓&真咲菜々（3月17日、隼エージェンシー）
- Yeah!巨乳マニア2（3月21日、アリーナエンターテインメント）
- 美熟女ソープ天国 2（4月15日、アリスJAPAN）
- レイプ現場 犯された6人の巨乳嬢（4月15日、隼エージェンシー）
- キス・コレクション2 34人のべろんちょ娘（4月15日、隼エージェンシー）
- 世にも巨乳な物語 4時間（4月21日、ケイ・エム・プロデュース）
- 私は痴女 淫念発起［レンタル］（5月9日、クリスタル映像）
- 近親家族 壊れかけた親子姦係（5月18日、隼エージェンシー）
- オナニスト ［第十章］（5月18日、隼エージェンシー）他多数出演
- 街角着エロ（6月4日、ナチュラルハイ）
- フェラマニア 25人のおしゃぶり姫（6月15日、隼エージェンシー）
- 潮吹きお姉さん12連発!!（6月17日、クリスタル映像）
- 人気アイドルAV女優ゆうちゃんのクリトリスはプリンプリンvs遂に出演人気ソープ嬢（6月17日、素人倶楽部）
- こだわりの手コキ 25人のハンドメイド（7月13日 隼エージェンシー）
- 近親相姦8ストーリー -第十章-（8月10日 隼エージェンシー）
- 超高級ソープ4時間SPECIAL 4（8月19日、ケイ・エム・プロデュース）うまなみ。作品『もしもこんな超高級ソープがあったら…。4』のセルDVD化作品
- 高級ソープへいらっしゃい 4（8月9日、クリスタル映像）
- 高級ソープへいらっしゃい 11［レンタル］（8月12日、クリスタル映像）
- 爆乳痴態娘 2（9月9日、ジャネス）
- Boin Body!!3 ～ボインな貴女に癒されたい。～（9月9日、デジタルバンク）
- 愛しのフェラチーオ 15人のザーメン中毒（9月13日、隼エージェンシー）
- 超高級ソープ嬢王座決定戦（9月22日、SODクリエイト）
- THE BODY HEAT ナイスボディ12連発（9月23日、クリスタル映像）
- 発情OL オフィスで… 15［レンタル］（9月27日、クリスタル映像）
- 美熟女ソープ天国2［レンタル］］（10月25日、ジャパンホームビデオ）
- 羞恥調教 露出（10月28日、未来・フューチャー）
- 人妻バスルーム（11月1日、メディアステーション）
- 行列の出来る巨乳診療室 （11月15日、メディアステーション）
- 家庭教師はガマンできない 20 （12月5日、クリスタル映像）
- 巨乳レイプ4時間第6章 （12月5日、隼エージェンシー）
- 巨乳女子校生健康診断 （12月19日、クロス）
- 集団痴女子校生 The同窓会ハーレム （SODクリエイト）※総集編

2006年
- こだわりの手コキ 40人のハンドメイド（2月10日、隼エージェンシー）
- 肉便器OL 私は会社の性処理係（11月28日、ビースバル）
- ボディコンダンスREMIX（ラハイナ東海）

2008年
- G-cup以上限定 巨乳モミまくり 撮りおろし4時間（8月24日、おかず。(ケイ・エム・プロデュース)）

発売日不明
- 悩殺的痴女全集 第一巻（AVS）